# Ellobius tancrei
Ellobius tancrei е вид бозайник от семейство Хомякови (Cricetidae).

## Разпространение
Видът е разпространен в Казахстан, Китай, Монголия, Русия, Туркменистан и Узбекистан.